# Heliophanus maralal
Heliophanus maralal är en spindelart som beskrevs av Wesolowska 2003. Heliophanus maralal ingår i släktet Heliophanus och familjen hoppspindlar. Inga underarter finns listade i Catalogue of Life.